# Movimiento de Izquierda Revolucionaria (Chile)
El Movimiento de Izquierda Revolucionaria (MIR) es una organización político-social marxista-leninista y guevarista chilena, fundada en agosto de 1965 inicialmente como organización político-militar guerrillera bajo el liderazgo del médico y político Miguel Enríquez; el MIR actuó como un movimiento del tipo vanguardia de sectores obreros y campesinos durante la década de los 60 e inicios de la de los 70. Fuertemente influenciada por el impacto de la revolución cubana en América Latina y el surgimiento de movimientos guerrilleros en la región durante dicho periodo, el MIR se distinguió por su actuar directo y paramilitar desde 1967, y por su posterior oposición a la dictadura militar del general Augusto Pinochet por medio de apoyo a la movilización político-social antidictatorial y el impulso de diversas expresiones de resistencia armada frente a la represión política ejercida por el régimen militar. En su cenit en 1973, contó con 10 000 miembros.
Nació con la intención de ser «la vanguardia marxista-leninista de la clase obrera y de las capas oprimidas de Chile» y la finalidad del «derrocamiento del sistema capitalista y su reemplazo por un gobierno de obreros y campesinos». El movimiento «lucha por una sociedad socialista que prepare las condiciones de la sociedad sin clases y sin estado: la sociedad comunista», según la II Declaración de Principios del MIR de 1998, que ratifica y complementa la primera. Ha manifestado su rechazo al terrorismo como una forma de lucha militar o política, a pesar de descartar la «vía pacífica» en su manifiesto político.
Desde 1986 hasta comienzos de los años 1990 sufrió un proceso de divisiones internas, motivado por las distintas formas de analizar la realidad chilena hacia fines de la dictadura militar, que llevaron lentamente a un fuerte debilitamiento de la organización. Dada la disolución de su división política y militar en 1990, y el éxodo de militantes hacia partidos parlamentarios a lo largo de la década, el MIR cesó la mayoría de sus actividades. Por consiguiente, la organización comenzó a incursionar en diversos intentos de formalizar coaliciones políticas de izquierda, particularmente durante los períodos electorales. Sin embargo, la diferencia ideología y pragmática entre el MIR y el reformismo también le ha llevado a distanciarse del electoralismo en numerosas situaciones. Como vías alternativas, desde principios del siglo XXI se ha alentado a sus adherentes a continuar haciéndose presentes en movimientos sociales, manifestaciones, actividades autogestionarias, y principalmente en el liderazgo estudiantil en las universidades. Actualmente, el MIR está representado por los dirigentes Demetrio Hernández y Mónica Quilodrán. En enero de 2016 inició los trámites ante el Servicio Electoral de Chile para ser reconocido legalmente como partido político, sin embargo no logró reunir las firmas necesarias.

## Historia

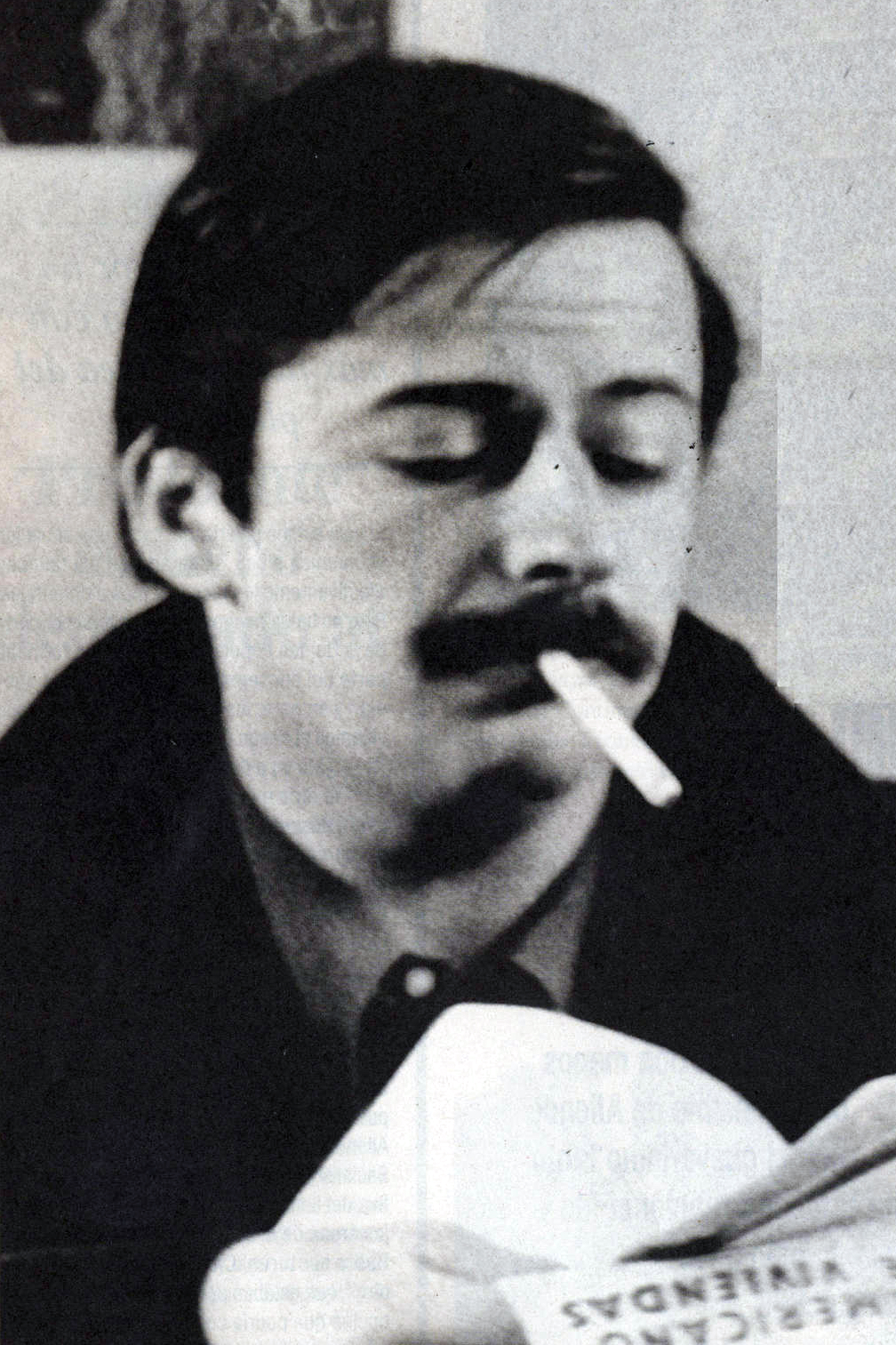
Miguel Enríquez, fundador del MIR.

### Orígenes
MIR tiene su origen en el denominado I Congreso Fundacional de Santiago, realizado en la sede de la Federación de Trabajadores del Cuero y Calzado (anarcosindicalista), ubicada en la calle San Francisco 269 (local proporcionado por el dirigente anarquista Ernesto Miranda). A dicho Congreso asistieron:
1. Dirigentes y exmiembros del grupo Vanguardia Revolucionaria Marxista-Rebelde, organización surgida en la Universidad de Concepción, en la que militaron brevemente un grupo de jóvenes marginados del Partido Socialista (PS) de esa ciudad. Este grupo a su vez tuvo su origen en una fracción  del PS (el M.S.R.)[37] primariamente compuesta por Miguel Enríquez, su hermano Marco Antonio, Bautista van Schouwen y Marcello Ferrada de Noli (jefe del denominado Núcleo Espartaco).[38][39]En términos de número de delegados, este grupo fue mayoritario en el Cogreso de Fundación.
2. Los integrantes del Movimiento de Fuerzas Revolucionarias (MFR), fundado en 1961 por el sindicalista Clotario Blest, entre los que se contaban:

- Los sindicalistas agrupados en torno a Blest
- Los delegados del Partido Socialista Popular;
- Los militantes descontentos del Partido Radical de Chile;
- Anarquistas del grupo Libertario, reunidos en torno a la figura del anarcosindicalista Ernesto Miranda;
- Algunos exmilitantes de las Juventudes Comunistas de Chile, críticos a las políticas de su partido, por ejemplo Luciano Cruz, quien a su vez integraba la delegación de los estudiantes de Concepción lidereada por Miguel Enríquez.
- Algunos militantes del Partido Socialista Revolucionario; y
- Los miembros del Partido Obrero Revolucionario de Chile (POR), reunidos en torno a la figura del historiador trotskista Luis Vitale.

En el I Congreso Fundacional de 1965 fueron aprobados tres documentos, en este orden: la Tesis insurreccional (su título era «La conquista del poder por la vía insurreccional») la Declaración de Principios y el Programa. Los autores de la tesis «La conquista del poder por la vía insurreccional» fueron Miguel Enríquez, Marco Antonio Enríquez y Marcello Ferrada de Noli. La Declaración de Principios del MIR, expresa al inicio:

Las directivas burocráticas de los partidos tradicionales de la izquierda chilena defraudan las esperanzas de los trabajadores; en vez de luchar por el derrocamiento de la burguesía se limitan a plantear reformas al régimen capitalista, en el terreno de la colaboración de clases, engañan a los trabajadores con una danza electoral permanente, olvidando la acción directa y la tradición revolucionaria del proletariado chileno. Incluso, sostiene que se puede alcanzar el socialismo por la "vía pacífica y parlamentaria", como si alguna vez en la historia de las clases dominantes hubieran entregado voluntariamente el poder.

Y en su Artículo VII:

El MIR se organiza para ser la vanguardia marxista-leninista de la clase obrera y capas oprimidas de Chile que buscan la emancipación nacional y social. El MIR se considera el auténtico heredero de las tradiciones revolucionarias chilenas y el continuador de la trayectoria socialista de Luis Emilio Recabarren, el líder del proletariado chileno. La finalidad del MIR es el derrocamiento del sistema capitalista y su reemplazo por un gobierno de obreros y campesinos, dirigidos por los órganos del poder proletario, cuya tarea será construir el socialismo y extinguir gradualmente el Estado hasta llegar a la sociedad sin clases.

El MIR rechaza la teoría de la vía pacífica porque desarma políticamente al proletariado y por resultar inaplicable, ya que la propia burguesía es la que resistirá, incluso con la dictadura totalitaria y la guerra civil, antes de entregar pacíficamente el poder. Reafirmamos el principio marxista-leninista de que el único camino para derrocar el régimen capitalista es la insurrección popular armada.

El II Congreso (1967) estuvo marcado por el ascenso del grupo de estudiantes provenientes de la Vanguardia Revolucionaria Marxista-Rebelde (Miguel Enríquez, Luciano Cruz y Bautista van Schouwen), mientras que los militantes de definición trotskista se vieron apartados.  
Al año siguiente, se integraron al MIR el Grupo Avanzada Marxista (GRAMA) de Concepción y las Fuerzas Armadas Revolucionarias (FAR) de Santiago.
En 1969 Luis Vitale, miembro fundador del partido, fue expulsado junto al resto de los trotskistas que aún permanecían en la organización. Posteriormente dejarían también la organización el sindicalista Clotario Blest, Ernesto Miranda y los anarquistas. Todo esto bajo el contexto del secuestro de parte del MIR de Hernán Osses, el cual por muchos militantes fue visto como un acto injustificadamente violento.

## Durante el gobierno de Salvador Allende
Al llegar al poder la Unidad Popular y Salvador Allende en 1970, la dirección del partido determinó la suspensión de cualquier tipo de acción armada, al tiempo que definía una postura crítica ante el gobierno y de apoyo a la movilización y organización social. El MIR cesó de ser perseguido, dejó la clandestinidad que tuvo hacia finales del gobierno de Eduardo Frei Montalva e inició una rápida inserción política en distintos sectores sociales, con los llamados Frentes Intermedios de Masas: el Movimiento de Campesinos Revolucionarios (MCR), el Movimiento Universitario de Izquierda (MUI), el Frente de Trabajadores Revolucionarios (FTR), el Frente de Pobladores Revolucionarios (FPR) y el Frente de Estudiantes Revolucionarios (FER).
Entre 1970 a 1973, el MIR se convierte en un partido de masas, con influencia a nivel nacional y en disputa con aquella izquierda partidaria del reformismo, es decir, con los sectores que apoyaban mantener el proceso político de la Unidad Popular por un cauce legal e institucional. Esta disputa la dará principalmente contra el Partido Comunista en los distintos frentes sociales. En este sentido, por ejemplo, el MIR compite por la rectoría de la Universidad de Chile, con la candidatura de Andrés Pascal Allende; se lanza también a las elecciones por la directiva de la CUT, logrando un 2%. Por otra parte, adquiere una importancia significativa a nivel del campesinado —en las zonas de Cautín, Chillán— con las célebres "corridas de cerco". Además, se inserta notablemente en campamentos y poblaciones marginales, siendo un referente de la organización el campamento Nueva Habana.
A pesar de las diferencias con Allende, el MIR apoyó críticamente al gobierno de la Unidad Popular e incluso estaba dispuesto a poner su incipiente estructura militar a disposición de la seguridad del presidente, especialmente después del frustrado Tanquetazo. Asimismo, Miguel Enríquez venía advirtiendo de la inminencia de un golpe de Estado desde 1972, acusando asertivamente al intervencionismo estadounidense y a la oposición promovida tanto por la Democracia Cristiana como por el Partido Nacional.Aunque el pronóstico estaba hecho y se rectificó en varias ocasiones, el golpe del 11 de septiembre de 1973 tomó por sorpresa a muchos militantes del MIR. En la mañana de ese día, los miristas se reunieron en secreto en fábricas e industrias de Santiago, aguardando instrucciones y armas para defender el gobierno, pero las estrategias e indicaciones no estaban claras ese día. En medio del bombardeo a La Moneda, Miguel Enríquez comunicó a Beatriz Allende, hija de Salvador, que una columna del MIR le garantizaba sacarlo de la casa de gobierno y continuar la resistencia en otro punto de Santiago. Sin embargo, el presidente desistió la invitación.Posteriormente, los militantes reunidos acabaron marchándose a sus casas, ya que las instrucciones eran pocas y las armas escasas para enfrentar a los militares. Miguel Enríquez y otros dirigentes del MIR, en tanto, pretendían reunirse con el aparato militar del Partido Socialista que se encontraba recluido en la fábrica Indumet (ubicado en la comuna de Cerrillos) junto a otros trabajadores. Sin embargo, su llegada fue frustrada por Carabineros totalmente armados, por lo que debieron huir y recluirse en sus casas de seguridad.

## Durante la dictadura
Después del golpe de Estado, que llevó al poder a Augusto Pinochet en 1973, el MIR fue proscrito y reprimido severamente: centenares de sus dirigentes y militantes sufrieron la tortura, muerte, y hasta el día de hoy muchos de ellos permanecen en calidad de detenidos desaparecidos. Su secretario general, Miguel Enríquez, murió en un combate con las fuerzas de seguridad de la dictadura el 5 de octubre de 1974 y la dirección del partido recayó entonces en Andrés Pascal Allende.
El MIR realizó múltiples esfuerzos con el objetivo de lograr la derrota política y militar de la dictadura, organizando acciones armadas y de movilización social. "Dentro de las acciones más importantes de la Fuerza Central se encontraron el asalto al Supermercado AGAS, los asaltos a bancos y las acciones de hostigamiento a los agentes de la dictadura".
Desde el exterior montó la Operación Retorno (1977-1979), en el marco de la cual cuadros de la organización regresaron al país para realizar tareas de conducción política, operaciones militares y propaganda. "Estos militantes habían recibido instrucción militar en Cuba en las "escuelas guerrilleras", luego de lo cual retornaban al país". Entre sus acciones que se puede citar el robo de la bandera de la Independencia (1980) y los atentados con que se asesinó al teniente coronel de ejército, Roger Vergara, Director de la Escuela de Inteligencia del Ejército (1980), y al intendente de Santiago el general de ejército Carol Urzúa (1983).
Durante la dictadura, su mayor presencia la tuvo en el movimiento poblacional por medio de la Organización de Pobladores (ODEPO); desarrolló también una importante labor en la reconstrucción del movimiento estudiantil universitario y secundario opositor, con la creación de la Unión Nacional de Estudiantes Democráticos y, posteriormente, la Juventud Rebelde Miguel Enríquez. Sus militantes participaron, además, en la creación del Comité de Defensa de los Derechos del Pueblo (CODEPU, 1980); y en el movimiento sindical, aunque en un menor grado . También participó de la creación del Movimiento Democrático Popular (1983-1987), que reunía a las organizaciones antidictatoriales de lo que en ese momento se denominaba la izquierda revolucionaria.
Para finales de la década de 1970 e inicio de la de 1980, el MIR tenía cerca de 3000 miembros y simpatizantes. Uno de los momentos más dramáticos de su historia lo vivió tras el intento de organizar una columna guerrillera en los sectores rurales, con un grupo de combatientes infiltrados en la zona de Neltume y Nahuelbuta en (1981), ubicada en la zona centro-sur del país, el que fue detectado y aniquilado por la dictadura.

## División del MIR (1987-1997)
A partir de 1987, la organización sufrió una serie de divisiones internas, surgidas como consecuencia del debate sobre las formas de lucha a implementar contra la dictadura. Se conformaron inicialmente tres fracciones: la liderada por Hernán Aguiló —quien había sido dirigente del Frente de Trabajadores Revolucionarios, frente político del MIR entre los trabajadores durante la Unidad Popular— que declaraba privilegiar las formas armadas de lucha-; la encabezada por Nelson Gutiérrez y el joven dirigente Jecar Neghme Cristi, denominada MIR político por su opción de dar prioridad en su estrategia a formas de movilización social en contra de la dictadura, reduciendo su accionar militar a acciones de recuperación económica o de autodefensa; y la de Andrés Pascal Allende, denominada corriente histórica, que proponía combinar formas de lucha de masas con acciones armadas. 
En 1989 colaboraron en España con la banda terrorista ETA en el secuestro durante ocho meses del empresario Emiliano Revilla, siendo condenados por la Audiencia Nacional de España por colaboración Alexis Alberto Corvalán Muñoz, René Miguel Valenzuela Bejas y Gonzalo Boye Tusset. 
El 1 de noviembre de 1990 el MIR publicó el periódico "Guerra Popular Revolucionaria", órgano de difusión del grupo a partir de los años 1990.

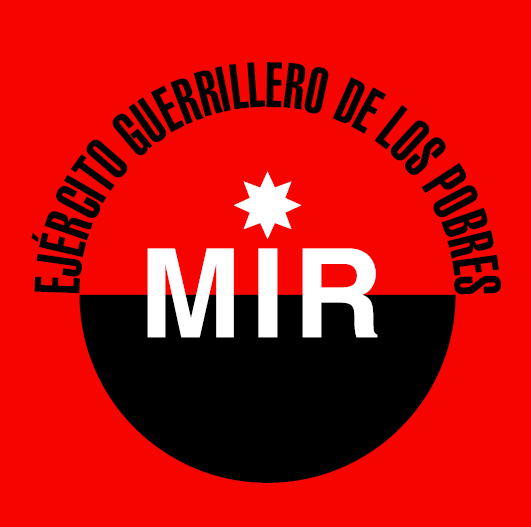
Emblema del MIR-EGP-LP.

Los sectores encabezados por los dirigentes Hernán Aguiló y Andrés Pascal fueron sucumbiendo víctimas de los golpes policiales recibidos y como resultado de las labores de seguridad emprendidas por la dictadura militar del general Pinochet, y terminaron desapareciendo atomizados en pequeños grupos autónomos. La última fracción que intento llevar adelante formas armadas sería el denominado MIR - Ejército Guerrillero de los Pobres - Patria Libre (MIR-EGP-PL) formado a mediados de 1991. Esta fracción se vería fuertemente debilitada por el accionar policial, culminando con una parte de sus militantes encarcelados, desapareciendo en la práctica como actor político a mediados de los años 1990.
Por otra parte el denominado "MIR político o Gutiérrez" fracasó en su intento de desarrollar una estrategia de inserción en el proceso político que se abrió luego del plebiscito de 1988, con lo cual finalmente terminó autodisolviéndose como fracción el año 1990, dando origen en ese proceso a otras tres agrupaciones menores: los que postulaban emigrar al Partido Socialista o a otras organizaciones de izquierda y centro izquierda, argumentando que el MIR ya no tendría sentido con el fin de la dictadura; la llamada Dirección Nacional Provisoria encabezada por Carlos Lafferte, Luciano Vejar, Mauricio Chamorro y Pedro Huerta, fundada por un grupo de direcciones regionales que apostaban por la continuidad del MIR y del proyecto revolucionario en un nuevo contexto político, generando las alianzas con otros grupos de izquierda que dieron forma en 1991 al Movimiento de Izquierda Democrática Allendista (MIDA); y, por último, el que actualmente mantiene su identificación con la organización histórica encabezada desde ese momento por el dirigente Demetrio Hernández, exmiembro del comité central del MIR Político. Para continuar con el proyecto enfocado en un Chile postdictadura en 1992 se creó la  MIR-Dirección Nacional Provisoria, que seguiría agrupando distintas organizaciones de izquierda Esta rama del MIR dista mucho de la actividad llevada años atrás, pero continúa siendo escéptica con la nueva etapa democrática del país, además de criticar del acercamiento al Neoliberalismo y el ascenso de los partidos políticos de derecha tanto en Chile como en la región y la posición de la izquierda después de la disolución de la Unión Soviética. Esta era la segunda escisión del MIR, siendo la primera MIR-Ejército Guerrillero de los Pobres (MIR-EGP), rama que empezó a publicar comunicados donde enfatiza el panorama dentro y fuera de la izquierda, así como los retos de las luchas y movimientos sociales en Chile y Latinoamérica.

## Finales de los años 1990 y el nuevo milenio

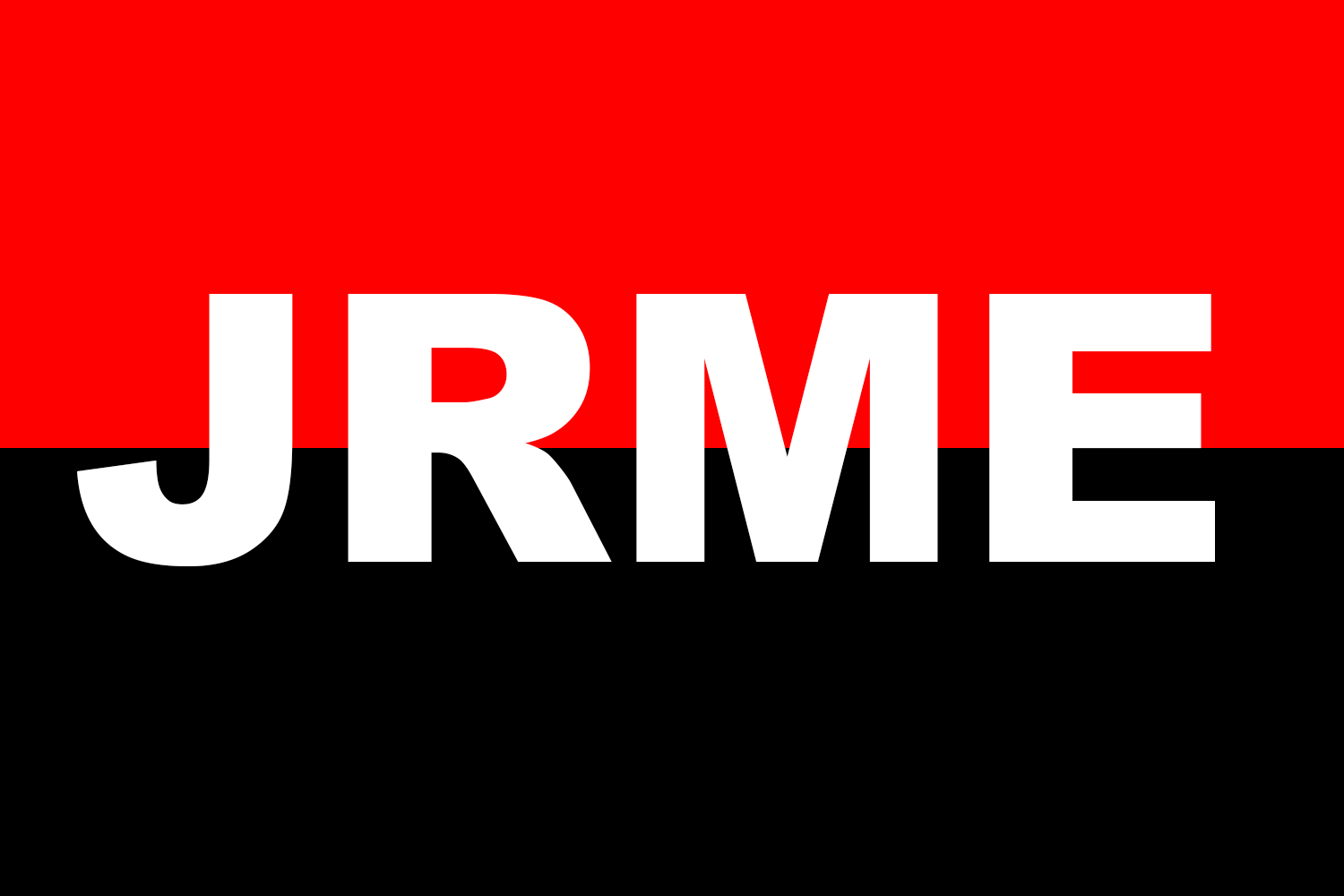
Bandera de la Juventud Rebelde Miguel Enríquez.

El 15 de agosto de 1997, la colectividad dirigida por Demetrio Hernández realizó el V Congreso, donde definió la necesidad de la actualización del pensamiento político revolucionario de la organización, manteniendo su línea ideológica y apostando por un socialismo latinoamericano. Realizó otros dos congresos en 2003 y 2007, y varias conferencias nacionales de carácter interno, donde se afirmó el carácter revolucionario y socialista del partido, cuya secretaría general era Mónica Quilodrán (hasta 2014, ya que Demetrio Hernández es el actual).
La fracción MIR-EGP empezó a conmemorar de manera más abierta y activa el Día del joven combatiente y el 11 de septiembre, tratando de conmemorar a todos los militantes caídos tanto por la dictadura militar, así como por la transición democrática. El grupo también mostró solidaridad con el Ejército de Liberación Nacional de Colombia, (durante la muerte del guerrillero Manuel Pérez Martínez), Movimiento Revolucionario Túpac Amaru, las FARC-EP y los comuneros y activistas mapuches en el sur de Chile.El 11 de diciembre de 2001 es secuestrado Washington Olivetti, reconocido publicista brasileño, en la ciudad de São Paulo, y no fue hasta el 2 de febrero cuando fue liberado por las fuerzas de seguridad brasileñas, pronunciándose el MIR-EGP a que solo dos de los detenidos eran miembros activos del grupo, siendo las otras dos personas de nacionalidad brasileña y española. No fue hasta el 20 de agosto del 2019 cuando fue extraditado a Chile, para de cumplir una pena de 30 años, a pesar de haber salido en libertad en 2017 por su buena conducta en prisión.
Participó también en diversos intentos de unidad de la izquierda, además de la MIDA, la coalición Juntos Podemos Más. En 2003 y gran parte de la década, luego del congreso, hubo un éxodo de militantes (especialmente de facciones como MIR-EGP y MIR-EPR) y dirigentes medios sobre todo de regiones que no compartían la decisión de participar en las elecciones a través de pactos institucionalizados con el Partido Comunista de Chile (PC). En 2005, apoyó como candidato presidencial al humanista Tomás Hirsch que se presentaba en representación del Juntos Podemos Más, retirándose de este en 2006, luego de que el Partido Comunista y otros sectores respaldaran a la socialista Michelle Bachelet en la segunda vuelta de la presidencial.

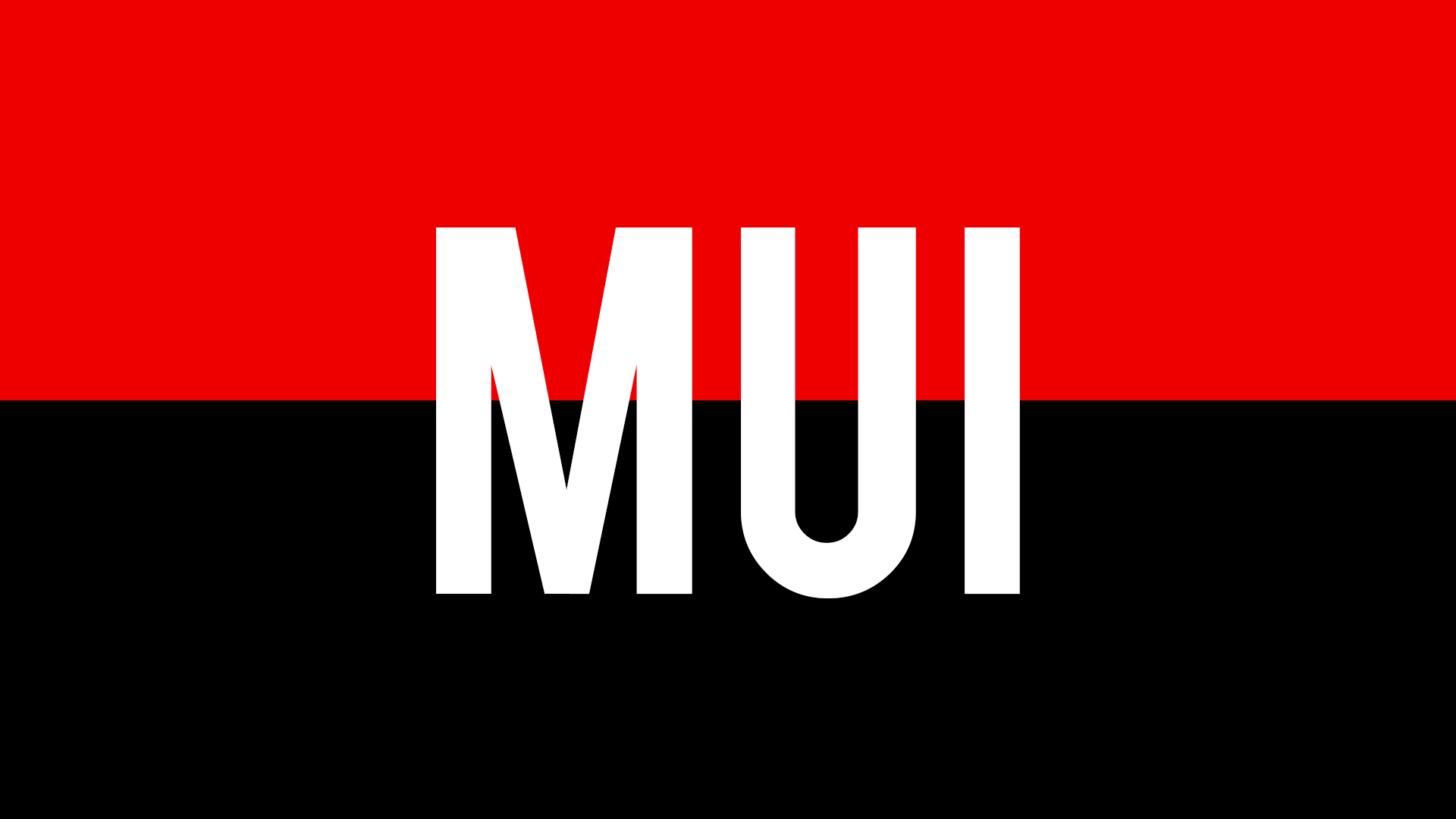
Bandera del Movimiento Universitario de Izquierda.

Durante la década de 2000, la Juventud Rebelde Miguel Enríquez (JRME), brazo juvenil del MIR, retomó el trabajo político entre el alumnado, disputando puestos dirigentes a nivel de enseñanza secundaria y superior. En 2003, como consecuencia de este trabajo, compitió en las elecciones de la Federación de Estudiantes de la Universidad de Chile (FECh), obteniendo tres consejeros. Al mismo tiempo, tres veces consecutivas alcanzó la dirección en la Federación de Estudiantes de la Universidad de Atacama (FEUDA-Copiapó), un miembro de la mesa directiva en la Universidad de Tarapacá (FEUT-Arica) en 2003 y la vicepresidencia en la Universidad Arturo Prat (FEUNAP-Iquique) en 2005. El MIR ha vuelto a presentarse con una lista propia a las elecciones en el Colegio de Profesores y a la Central Unitaria de Trabajadores (CUT), donde su lista, la B —Trabajadores al Poder—, fue encabezada por Fabián Caballero, alcanzando el 1,02%. El 14 de diciembre, una agrupación nombrada como MIR-Dirección Nacional empezó a firmar sus comunicados con ese nombre solamente de 2009 a 2010, proclamándose ser una facción más adherida a los principios del MIR original. Otra escisión notoria fue el MIR-Ejército Revolucionario del Pueblo/Batallón Chile, (MIR-EPR/BC) que comenzó a publicar de 2008 hasta 2013. El grupo mantuvo su postura antiimperialista criticando el golpe de Estado en Honduras en el que asegura que solo es un movimiento de los Estados Unidos, y que las respuestas dadas por Cuba y Venezuela solo son "actores" en la geopolítica en América Latina, mencionando que la única alternativa para hacer frente es la autoorganización y autogestión. En marzo de 2010 el grupo fue entrevistado por Marcelo Colussi y Rodrigo Vélez-Guevariando, en donde hablan de manera más detallada del grupo y su ideario, además de mencionar que ya venía existiendo desde el año 2004, pero teniendo un perfil bajo.

### Década de 2010

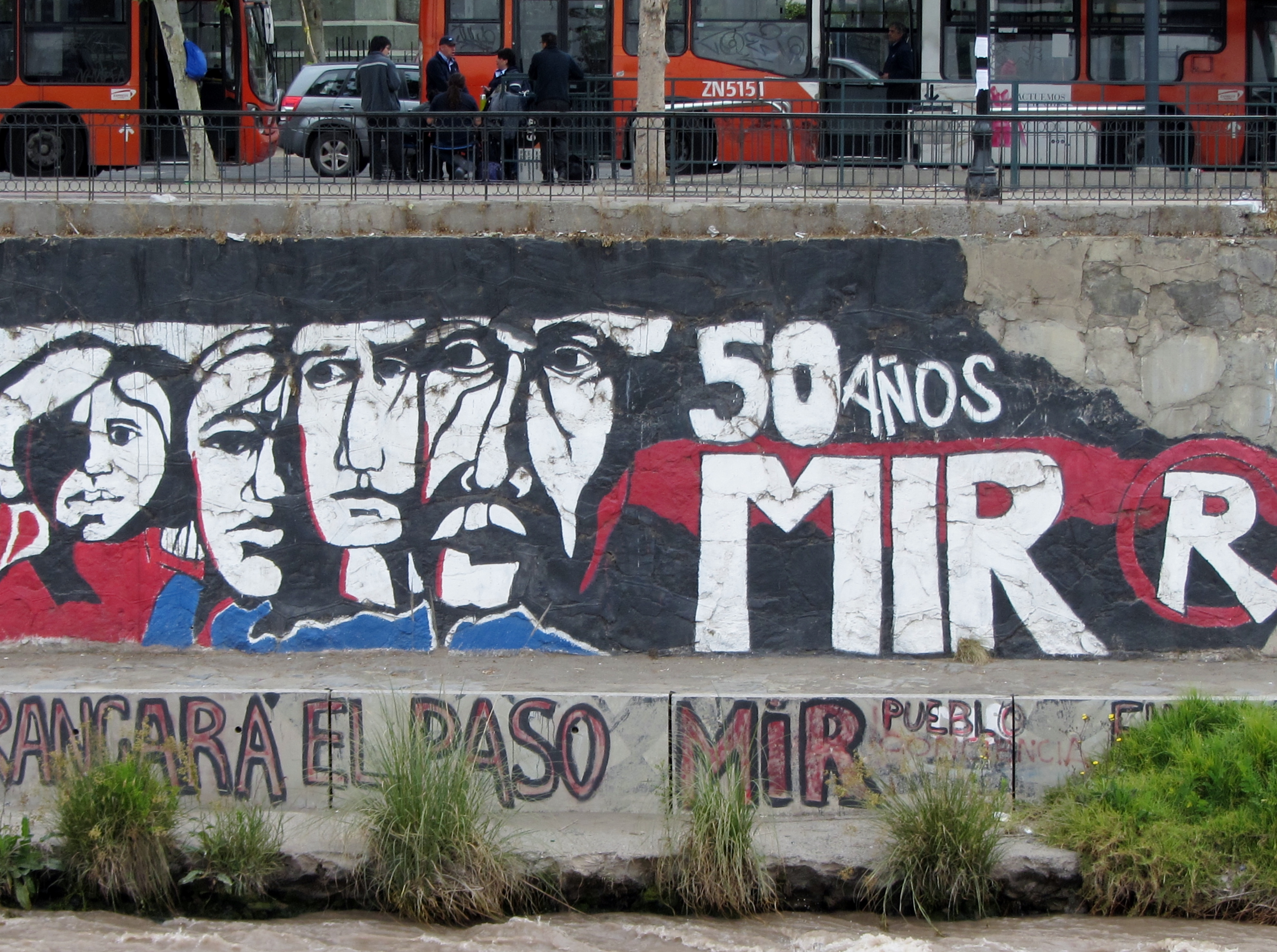
Mural en el Río Mapocho conmemorando los 50 años del MIR.

El 2012 obtuvo el 1% de los votos en las elecciones de la CUT. Intentó en 2007 constituirse como partido político, junto a otros movimientos políticos, dentro del Movimiento Democrático de los Pueblos, que no logró cumplir los requisitos legales y fue disuelto por el Servicio Electoral de Chile en 2009. También el MIR se expreso sobre la lenta respuesta del gobierno durante el terremoto de 2010. El grupo solidarizó con el arresto de Roberto Martino, reconocido activista argentino, dirigente del Movimiento Teresa Rodríguez (MTR) y militante del Frente de Acción Revolucionaria (FAR). Sobre él pesaba una orden de captura, ya que se le acusaba de ser el organizador de un “escrache” durante el acto de conmemoración por el 61° aniversario de la fundación del Estado de Israel.
No fue hasta agosto de 2011 cuando el MIR se solidarizó con la muerte de Manuel Gutiérrez, joven de la comuna de Macul asesinado por un miembro de Carabineros, despertando indignación en la sociedad. También el MIR se movilizó durante las protestas estudiantiles de ese año, exigiendo una educación de calidad, gratuita y laica.
El 21 de marzo de 2012, el MIR-EGP-PL y el Frente Patriótico Manuel Rodríguez-Autónomo (FPMR-A), clamaron responsabilidad del enfrentamiento en el paraje Pilo Lil, cerca de la ciudad de Junín de los Andes, que dejó como saldo la muerte del oficial José Aigo y la detención de un ciudadano argentino, así como el inicio de una operación de búsqueda por parte de las autoridades argentinas y chilenas. Esta coalición afirmó no empezar una escalada armada, justificando que el ataque fue en defensa defensa propia de los milicianos. A partir de este hecho el MIR-EGP y el FPMR comienzan a publicar comunicados en conjunto.
A fines de 2013, una lista integrada entre militantes de la JRME y el PC(AP) ganó la federación estudiantil para el año 2014 en la Universidad Metropolitana de Ciencias de la Educación, (UMCE, ex Instituto Pedagógico). En tanto el 2016, la JRME integra la Federación Estudiantil de la Universidad de Santiago de Chile, mediante una lista formada por varios movimientos y partidos de izquierda. Así también, mantiene una presencia política constante aunque minoritaria en el pleno de la Fech. Durante este año, el MIR tiene una actividad política más activa.
En un comunicado, el MIR-EGP clamó que dos militantes suyos murieron durante el asalto a una sucursal del Instituto de Previsión Social en la ciudad de Machalí en 2005 que dejó como saldo dos guerrilleros y un guardia muertos, esto mencionado en un comunicado lanzado diez años después. Durante 2015, distintas facciones del MIR publicaron comunicados por el 50 aniversario del movimiento. También algunos adherentes del MIR se manifestaron durante el Acuerdo de paz entre el gobierno colombiano y las FARC-EP, donde mencionaron sus posturas acerca del desarme de la guerrilla.
En 2017 el Comité Central del MIR decidió apoyar la candidatura presidencial de Marco Enríquez-Ominami, además de integrar el pacto «Por Todo Chile», postulando a algunos de sus militantes a candidaturas a diputaciones. A raíz de ello, por diferencias políticas de lo que implicaba la política de alianzas para el período, la Dirección Nacional de la Juventud Rebelde Miguel Enríquez se opone a la decisión, siendo expulsada, y con ella se margina la totalidad de la juventud del partido. El 12 de mayo del 2017 fue asesinado José Muñoz Alcoholado, alías "Chico Alejo" en un restaurante en Caracas, uno de los principales fundadores del MIR-EGP-PL y veterano militante del movimiento. El MIR-EGP-PL comunicó que Alcoholado ya no pertenecía al grupo desde hace varios años, tomando su propio camino dentro del activismo bolivariano, pero exigiendo que se haga justicia por su asesinato. Meses después el grupo lanza un comunicado repasando la revolución bolchevique y otros levantamientos alrededor del mundo. En marzo de 2019, el MIR-EGP/PL publica un comunicado donde explica el asesinato de uno de sus miembros, Jaime Cid Aedo, acusado de agresión sexual contra los hijos de otros militantes, esto en diciembre de 2015, cuando le realizan un "juicio revolucionario" sin las garantías judiciales y de justo proceso, actuando como jueces, partes y verdugos, en un país sin pena de muerte. El comunicado es lanzado el Día del joven combatiente, conmemorando a los caídos en combate contra las fuerzas de seguridad chilenas.

### Década de 2020
A principios del año 2020 el MIR-EGP lanza un comunicado repasando lo ocurrido durante el estallido social y otras protestas en la región.
El 28 de noviembre de 2020, el MIR formó una alianza electoral con Unión Patriótica y el Partido Comunista (Acción Proletaria) de cara a las elecciones municipales y las elecciones de convencionales constituyentes de 2021. Posteriormente, anunciaron su apoyo a la candidatura de Eduardo Artés, presidente de UPA y secretario general del PC(AP), para las elección presidencial de noviembre del mismo año.

## Dirigentes históricos
- Miguel Enríquez[135]
- Bautista van Schouwen[135]
- Andrés Pascal Allende[135]
- Sergio Pérez Molina[135]
- Dagoberto Pérez Vargas[135]

### Secretarios generales
| Nombre                | Periodo       | Notas                                                                           |
| Primera etapa         | Primera etapa | Primera etapa                                                                   |
| --------------------- | ------------- | ------------------------------------------------------------------------------- |
| Enrique Sepúlveda     | 1965-1967     | Elegido secretario general fundacional del MIR.                                 |
| Miguel Enríquez       | 1967-1974     | Elegido en el III Congreso del MIR. Muerto por la DINA el 5 de octubre de 1974. |
| Hernán Aguiló         | 1975-1977     | Actuó como subrogante de Pascal Allende, mientras este estaba en el extranjero. |
| Andrés Pascal Allende | 1975-1985     | Sucesor de Enríquez, secretario general, entre 1975 y 1977 en el exilio.        |
| Divisiones del MIR    |               |                                                                                 |
| Andrés Pascal Allende | 1985-c. 1990  | Corriente «histórica»                                                           |
| Hernán Aguiló         | 1987-c. 1994  | MIR «Comisión Militar»                                                          |
| Nelson Gutiérrez      | 1987-1991     | MIR «Político»                                                                  |
| Demetrio Hernández    | 1992-1997     | MIR «Político»                                                                  |
| Continuidad histórica |               |                                                                                 |
| Demetrio Hernández    | 1997-2006     | Ratificado por el V Congreso del MIR.                                           |
| Mónica Quilodrán      | 2006-2014     |                                                                                 |
| Demetrio Hernández    | 2014-presente |                                                                                 |

## Mujeres en el Movimiento de Izquierda Revolucionaria
A lo largo de la trayectoria histórica del Movimiento de Izquierda Revolucionaria, las mujeres constituyeron aproximadamente el 20% de los militantes de la organización. Dentro del MIR, las mujeres actuaron en ámbitos como el trabajo con la población chilena, propaganda, enlaces de comunicación, agitación social, asistencia sanitaria, periodismo, trabajo político-militar, recaudación de fondos, búsqueda de detenidos y desaparecidos, entre otros.
La gran mayoría de estos sujetos ingresaron al MIR por medio de su participación en los movimientos sociales como el estudiantil o gracias a la influencia de algún conocido. De acuerdo con Javier Maravall, la entrada de las mujeres a organizaciones político-militares en carácter de militantes significaba un hecho transgresor del sistema patriarcal en Chile, el cual asignaba a los sujetos femeninos el espacio privado y las labores doméstico-familiares. Por ejemplo, en Vuelo de Mariposa, una Historia de amor en el MIR, la excombatiente Eva Palominos narra la desaprobación de sus padres tras su decisión de formar parte de aquella organización político-militar.

### Desigualdad de género dentro del MIR
A pesar de representar un sector numeroso y sumamente movilizado del MIR, las mujeres experimentaron múltiples expresiones de desigualdad de género dentro de la propia organización político-militar.
 

Siguiendo a Tamara Vidaurrázaga, desde su fundación, las mujeres fueron constantemente invisibilizadas dentro del MIR. Así, en la Declaración de Principios del MIR de 1965 no hay ninguna referencia a las militantes femeninas ni a las condiciones de la mujer en la sociedad chilena. En general, dentro de los principales organismos y publicaciones de la organización, el reconocimiento de las mujeres como miembros de la militancia mirista era escaso. Surgieron algunas excepciones como el artículo de El Rebelde titulado “La Liberación de la mujer”, publicado en 1972, el cual declaraba que: 
“la mujer campesina, la mujer obrera, la mujer pobladora, explotada y humillada por esta sociedad desigual e injusta contra la cual luchamos, ha empezado a movilizarse. Es allí donde la mujer juega su papel como combatiente de la revolución. Porque ellas también tienen su lugar en la lucha revolucionaria [...] [el objetivo es] hacer de cada mujer trabajadora un soldado más en la lucha por la conquista del poder.”
Para Vidaurrázaga, a pesar de nombrar a las mujeres, este artículo no realizaba un análisis de las especificidades de la condición femenina, tampoco cuestionaba el sistema patriarcal de la sociedad chilena ni de la propia organización. En realidad, con este texto el MIR asignaba implícitamente a las mujeres una tarea elemental: adaptarse a la figura homogénea del “soldado”; un sujeto viril, valiente, heroico y masculino. En otras palabras, para participar en la lucha político-militar, se esperaba que las mujeres miristas demostraran que eran capaces de erradicar cualquier característica relacionada con su género. Aquello implicaba cambios en la indumentaria (la cual no podía seguir modas femeninas, vinculadas, además, con la burguesía), en el comportamiento (que debía acercarse a la virilidad masculina) e incluso en el plan de vida (pues se esperaba que priorizaran la lucha revolucionaria por sobre proyectos personales como el matrimonio o la maternidad).  En palabras de una excombatiente citada por Vidaurrázaga: “porque tenías que ser militante, pero asimilándote a un rol masculino, privándote de tu derecho a ser mujer”. 

Dado que se asumía que el sujeto de la lucha mirista era “neutro” (entiéndase, masculino), no se consideraban las particularidades de los sujetos femeninos en la planificación de las estrategias y objetivos de la organización. Por ejemplo, en la Operación Retorno no se proyectaba la participación de las mujeres, mucho menos de madres. Debido a ello, los principales dirigentes del MIR no tomaron en consideración que esta política demandaba de las mujeres decidir entre las exigencias de la lucha militante, las expectativas de la sociedad (madres tradicionales) y los proyectos de vida propios de cada una. Simplemente se esperaba que el militante neutro fuese capaz de sacrificar cualquier pretensión personal en nombre de la revolución, sin reconocer las diferentes posiciones sociales entre hombres y mujeres respecto a los hijos. Como menciona la mirista Arinda Ojeda: 
“cuando se venía un compadre a Chile, atrás quedaba una mujer haciéndole señas y un cabro chico agarrado a la falda gritando por su papito. Y cuando se venía uno nadie consolaba el cabro chico y además había que hacerse un lugar donde volver". 
A pesar de la supuesta neutralidad del modelo de soldado revolucionario, las mujeres del MIR han destacado múltiples ocasiones donde el sistema patriarcal y sus estereotipos de género fueron reproducidos dentro de la organización político-militar. Por ejemplo, la investigadora Leslie Perera Álvarez menciona que el MIR priorizaba el liderazgo masculino, marginando a las mujeres al papel de reclutas o ejecutoras de órdenes. En palabras de la periodista Gladys Díaz, militante mirista: “había que ser mucho más que el hombre ¿no?, eso, eso yo lo vi en todo, [...] yo vi ascender compañeros digamos, que, que al lado de ellos, a veces sus esposas mismas, sus parejas, eran mucho mejores".

Aun así hubo mujeres que accedieron a puestos de autoridad dentro del esquema mirista. Antes del Golpe de Estado de 1973 la propia Gladys Díaz, Lumi Videla y Marcia Merino fueron parte de las filas de dirigentes regionales en Santiago; mientras que María Isabel Matamala fue encargada de la regional de Valdivia. Frente a la represión ejercida contra las principales cabecillas de la organización en el contexto de dictadura, el MIR tuvo la necesidad de renovar líderes, permitiendo que algunas mujeres accedieran a cargos más altos. Desde el exilio, Díaz y Matamala ejercieron puestos en el Comité Central del MIR. Otras mujeres participaron también en esta esfera del poder mirista dentro de Chile como Lucía Sepúlveda (periodista), Patricia Bravo (periodista) y Blanca Rengifo (monja católica). Otras mujeres como Soledad Aránguiz tuvieron puestos de poder en las escuelas de guerrilleros que el MIR organizó en Cuba. El encontrarse en estos espacios de mando, no les garantizaba el respeto ni la obediencia de sus contrapartes masculinas. Declaró Lucía Sepúlveda: 
“yo hacía mis intervenciones ya sea por escrito o en las reuniones (...) pero nunca nadie me inflaba y ahí yo sentía un poco que a lo mejor era porque era mujer, pero no estaba muy segura, siempre me quedé con la duda y me sentí subvalorada como dirigente por el colectivo”.
Otra instancia donde se reproducían los estereotipos de género tradicionales dentro de la organización era cuando los miristas formaban relaciones de pareja entre sí. Se esperaba que las mujeres fungieran como asistentes en la militancia de sus compañeros, subordinadas a sus órdenes. La desigualdad se agravaba si las parejas miristas tenían hijos, pues, a pesar del carácter revolucionario de la organización, se asumía que las mujeres debían encargarse de las labores del hogar y de cuidados para facilitar la lucha de sus compañeros. Estas tareas eran naturalizadas como responsabilidades de la mujer y, en la lucha revolucionaria, eran ampliamente desvalorizadas. A través del libro Santiago-París. El vuelo de la memoria, Carmen Castillo recuerda como su pareja Miguel Enríquez, fundador del MIR, le decía: 
“Catita, no tienes ninguna formación, actúas instintivamente, es insuficiente, ponte a trabajar en serio, no seas floja... Ella protesta, cómo quiere que estudie si no tiene tiempo con las tareas militantes, las niñas y el hogar y... sí, él”.

### Movilización de mujeres miristas
Frente a esta expresiones de desigualdad de género, las mujeres del MIR se movilizaron en busca de cambios dentro de la organización e incluso en la sociedad chilena. A pesar del silencio en los principales centros de discusión y reflexión de la organización, las miristas, junto con otras mujeres sudamericanas, reflexionaron y lucharon en torno a problemas particulares de su género como la desigualdad salarial en el ámbito laboral o la necesidad de guarderías infantiles. Al respecto, Carmen Castillo relata que: 
“No nos planteábamos la cuestión de si éramos mujeres y militantes, todos éramos militantes: hombres, mujeres, jóvenes, obreros, campesinos, indígenas, etc. La especificidad de lo que implicaba ser mujer vino mucho más tarde, como una reflexión dentro del Movimiento.”
Ejemplo de este giro en el pensamiento de las miristas son textos cortos titulados “Sobre la cuestión femenina”, publicados en la década de los setenta, que ponían a discusión la situación de la mujer. 

Las miristas también construyeron iniciativas y proyectos enfocados en las particularidades de las mujeres y madres como militantes. Por ejemplo, durante la Operación Retorno formaron los Hogares Cuba, centros de refugio para los hijos de los y las militantes que decidían regresar a Chile. Como menciona Carmen Castillo en una entrevista: 
“decíamos entonces: ‘somos madres y no queremos ser excluidas del compromiso militante, queremos volver a Chile para recuperar lo que nos pertenece y que no sean sólo los hombres los que respondan a la llamada.’”
Aunque la apuesta generalizada del MIR era que las luchas revolucionarias “[...] no se pueden dividir por sexo, ya que el explotador no hace distinciones” las miristas formaron movimientos de mujeres. En 1971, algunas profesoras y estudiantes miristas de la Universidad de Concepción, lideradas por la argentina Marta Zabaleta, crearon el Frente de Mujeres Revolucionarias (FMR) del MIR. Desde la Universidad de Concepción, lugar de su fundación, contribuyeron a luchas campesinas, obreras y estudiantes tanto a nivel local como nacional. Por ejemplo, apoyaron a obreras en la toma de una pequeña fábrica de costura en Concepción. Por su parte, en 1980 algunas mujeres de izquierda, incluyendo miristas, fundaron el Comité de Defensa de los Derechos de la Mujer (CODEM). Empezaron como una organización enfocada en la lucha femenina contra la dictadura, especialmente en nombre de las presas políticas. Sin embargo, conforme siguieron movilizándose como colectivo, fueron enfocándose en la opresión específica de las mujeres. Por ejemplo, en 1983, a través del MIR publicaron un texto llamado “La Mujer en Resistencia”. Poco después, las mujeres de la CODEM realizaron un Encuentro Nacional en Concepción, donde se declararon una organización abiertamente feminista. Esta progresiva efervescencia de temas sobre las mujeres y el género entre las filas miristas se vio reflejada en la formación del Grupo de Mujeres Feministas del MIR entre 1988 y 1989 en Valparaíso.

### Violencia contra las mujeres MIR
Cabe destacar que las mujeres miristas también fueron víctimas de la violencia de la dictadura de Augusto Pinochet. Así, a lo largo de la trayectoria histórica de la organización político-militar existieron varios casos de mujeres detenidas, desaparecidas o asesinadas. Tan sólo a modo de ejemplo, podemos hablar de la ejecución de Lumi Videla en 1974 o el arresto de Arinda Ojeda a mediados de los ochenta, quien desde prisión publicó su libro Mi rebeldía es vivir. La represión de las mujeres militantes tuvo sus particularidades como la violencia sexual durante las detenciones o la presencia de los hijos como forma de amenaza durante interrogatorios. De acuerdo con el Informe Nacional de Verdad y Reconciliación de 1991, la mayoría de las mujeres detenidas o desaparecidas pertenecieron al MIR, aunque no fueron las únicas, pues también las mujeres del Partido Comunista y del Partido Socialista fueron víctimas de la represión dictatorial.

### Actualidad
En la actualidad, las mujeres siguen formando parte del Movimiento de Izquierda Revolucionaria. En torno al 8 de marzo de 2020, las miristas realizaron una declaración pública posicionándose a favor de la participación femenina en el nuevo proceso constitucional chileno y en defensa de la vida digna para las mujeres.